# البحرين في دورة ألعاب غرب آسيا 2005
شاركت مملكة البحرين في دورة ألعاب غرب آسيا الثالثة التي عقدت في الدوحة عاصمة قطر من 1 إلى 10 ديسمبر 2005. احتلت البحرين المرتبة التاسعة بثلاث ميداليات ذهبية وميداليتين فضيتين.